# I Robot (album)
I robot is het tweede concept-album van The Alan Parsons Project uit 1977.
Het album is opgenomen in 1976 en uitgebracht in 1977. In 1984 verscheen het op cd.
Het album is ook verschenen als HDAD, waarbij de ene kant van de disc een 24/96 stream bevat en de andere kant een mastertape quality 24/192 stream.
Het album is een verwijzing naar het boek I, Robot van de sciencefictionschrijver Isaac Asimov. Het album wordt wel "a view of tomorrow through the eyes of today" genoemd.